# DAD1
DAD1 (англ. Defender against cell death 1) – білок, який кодується однойменним геном, розташованим у людей на короткому плечі 14-ї хромосоми. Довжина поліпептидного ланцюга білка становить 113 амінокислот, а молекулярна маса — 12 497.
| 10         |  | 20         |  | 30         |  | 40         |  | 50         |
| ---------- |  | ---------- |  | ---------- |  | ---------- |  | ---------- |
| MSASVVSVIS |  | RFLEEYLSST |  | PQRLKLLDAY |  | LLYILLTGAL |  | QFGYCLLVGT |
| FPFNSFLSGF |  | ISCVGSFILA |  | VCLRIQINPQ |  | NKADFQGISP |  | ERAFADFLFA |
| STILHLVVMN |  | FVG        |  |            |  |            |  |            |

A: Аланін

C: Цистеїн

D: Аспарагінова кислота

E: Глутамінова кислота

F: Фенілаланін

G: Гліцин

H: Гістидин

I: Ізолейцин

K: Лізин

L: Лейцин

M: Метіонін

N: Аспарагін

P: Пролін

Q: Глутамін

R: Аргінін

S: Серин

T: Треонін

V: Валін

Задіяний у таких біологічних процесах, як апоптоз, ацетилювання. 
Локалізований у мембрані, ендоплазматичному ретикулумі.